# Mittlerer Panzer 1958
Der Mittlere Panzer 1958 (MPz 58) war ein in kleiner Stückzahl eingesetzter Kampfpanzer der Schweizer Armee.

## Geschichte
Nachdem die Schweiz bisher lediglich mit Kampffahrzeugen ausländischer Produktion ausgestattet war, z. B. Panzerjäger G13, wurden im Jahre 1953 Mittel für die Entwicklung eines eigenen Kampfpanzers bewilligt. Der erste Prototyp war 1957 fertiggestellt und wurde als Panzer 58 bezeichnet. Als Hauptbewaffnung diente eine 90-mm-Kanone. Ein zweiter Prototyp führte eine englische 90-mm-Kanone. Weitere zehn Prototypen mit einer 84-mm-Kanone wurden zwischen 1960 und 1961 gefertigt.

## Technische Beschreibung
Die Konstruktion des Panzers ist konventionell mit Fahrer vorn, in der Mitte der Kampfraum und im Heck der Motor mit Fahr- und Lenkgetriebe.
Die Antriebseinheit ist kompakt aufgebaut und kann als Ganzes aus- und eingebaut werden. Sie besteht aus Motor, Hilfsmotor, Fahr- und Lenkgetriebe, Hilfsgetriebe und Kühler. Der Hilfsmotor ist ein 4-Zylinder-Reihen-Dieselmotor und diente zum Antrieb des Hauptgenerators, also der Stromversorgung. In Notfällen konnte mit dem Hilfsmotor über das Hilfsgetriebe der Hauptmotor gestartet oder der Panzer damit über kurze Strecken bewegt werden. Das Getriebe ist ein lastschaltbares Lamellenkupplungsgetriebe mit sechs Vorwärts- und zwei Rückwärtsgängen. Die Lenkung erfolgt mit einem Lenkrad. Fuss- und Feststellbremse bestehen aus zwei Bandbremsen, die links und rechts am Getriebe angeflanscht sind. Der Turm ist in der Mitte des Panzers eingebaut und aus legiertem Panzerstahl gegossen.
Der Kommandant und der Richtschütze sitzen rechts, der Ladeschütze links im Turm. Der Fahrer sitzt vorne in der Mitte des Wannenbugs.

## Verwendung
Der Mittlere Panzer 1958 bildete eine wertvolle Grundlage für den späteren Panzer 61. Zwischen 1958 und 1964 waren alle zwölf Prototypen im Truppengebrauch. Danach wurden sie umgerüstet und als Zielpanzer 61 (fahrendes Hartziel) eingesetzt.
Der Prototyp mit der M-Nummer M0895 befindet sich im Panzermuseum Thun, dies ist zugleich auch der letzte verbliebene Panzer 1958.